# Хіната Шьойо
Хіната Шьойо (яп. 日向翔陽,, Хіната Шьо:йо:) — вигаданий персонаж і головний герой манґи Haikyu!!, створеної Фурудате Харуїчі. Шьойо — старшокласник, який бажає стати схожим на «маленького велетня», колишнього учня старшої школи Карасуно та члена волейбольного клубу. Щоб здійснити свою мрію, герой вирішує вступити до Карасуно, але щоб приєднатися до волейбольної команди, він і Каґеяма Тобіо, у минулому суперник Шьойо з волейбольного матчу, повинні подолати свою ворожнечу і почати працювати разом.
В аніме-адаптації Haikyu!!, персонажа озвучує Мурасе Аюму.

## Історія створення
Спочатку головним героєм мав бути Каґеяма, а Хіната його товаришем по команді. Однак пізніше Фурудате змінив своє рішення на користь другого. В інтерв'ю Yomiuri Shimbun автор заявив, що він на ранньому етапі ухвалив рішення про вибуття Хінати з першої великої гри через викликану хвилюванням лихоманки, щоб показати, що герой не може перемогти лише завдяки одній лише волі. Крім того, у подкасті Haikyu!! Karasuno High School Broadcasting Club! Фурудате розповів, що Хіната спочатку мав бути більш імпульсивним, ніж Танака Рюноске, товариш героя по команді.
Актор озвучування Хінати, Мурасе Аюму, заявив акторові Каґеями, Ішікаві Кайто, що, коли він взяв на себе роль, він мав небагато можливостей для роботи, і він старанно працював, щоб виконати її. Мурасе також сказав, що відгуки після трансляції аніме були позитивними, його визнали не лише глядачі, а й люди, які беруть участь у створенні аніме, а кількість пропозицій роботи збільшилася.

## Біографія
Прагнучи стати волейболістом, Хіната мріє бути схожим на «маленького велетня», невисокого, але дуже талановитого гравця зі старшої школи Карасуно. Хоча Шьойо почав грати у волейбол ще в середній школі, у тій команді було небагато членів, і вона вважалася не більше ніж фан-клубом, тому герой не міг нормально тренуватися. Першим та останнім офіційним матчем тієї школи була гра проти елітної Кітагави Дайті, за яку грав Каґеяма Тобіо — майбутній союзник Хінати старшій школі. Пізніше Хіната надходить у Карасуно. Там він виявляє, що Каґеяма надходить туди ж, вони сваряться і відмовляються вступати до волейбольного клубу. Потім, за допомогою старших членів клубу, їм вдається помиритися, і до команди приєднуються чотири особи, включаючи Ямагуті та Цукісіму. Після закінчення старшої школи Шьойо вирішив один поїхати до Бразилії, щоб грати у пляжний волейбол. Після трирічного перебування там він повертається до Японії і бере участь у матчах як гравець команди MSBY Black Jackal у вищому дивізіоні V-ліги.

## В інших творах

### Відеоігри
У відеоігри Puyopuyo!! Quest були дві колаборації з Haikyu!! Хіната з'являвся в обох. У першій герой має власну карту. Крім того, у другій колаборації сценарій заснований на Haikyu!! To the Top (4 сезон аніме).

### Театр
У театральній версії Haikyu!! роль Хінати виконував Суґа Кента з 2015 до 2018 року, і Дайґо Котаро з листопада 2019 року. Дайґо називає оригінального Хінату своїм суперником, «бо він людина, яку [Дайґо] поважає і хоче перевершити його позитивну особистість, його непохитну позицію і здатність бути жорстким».

## Сприйняття

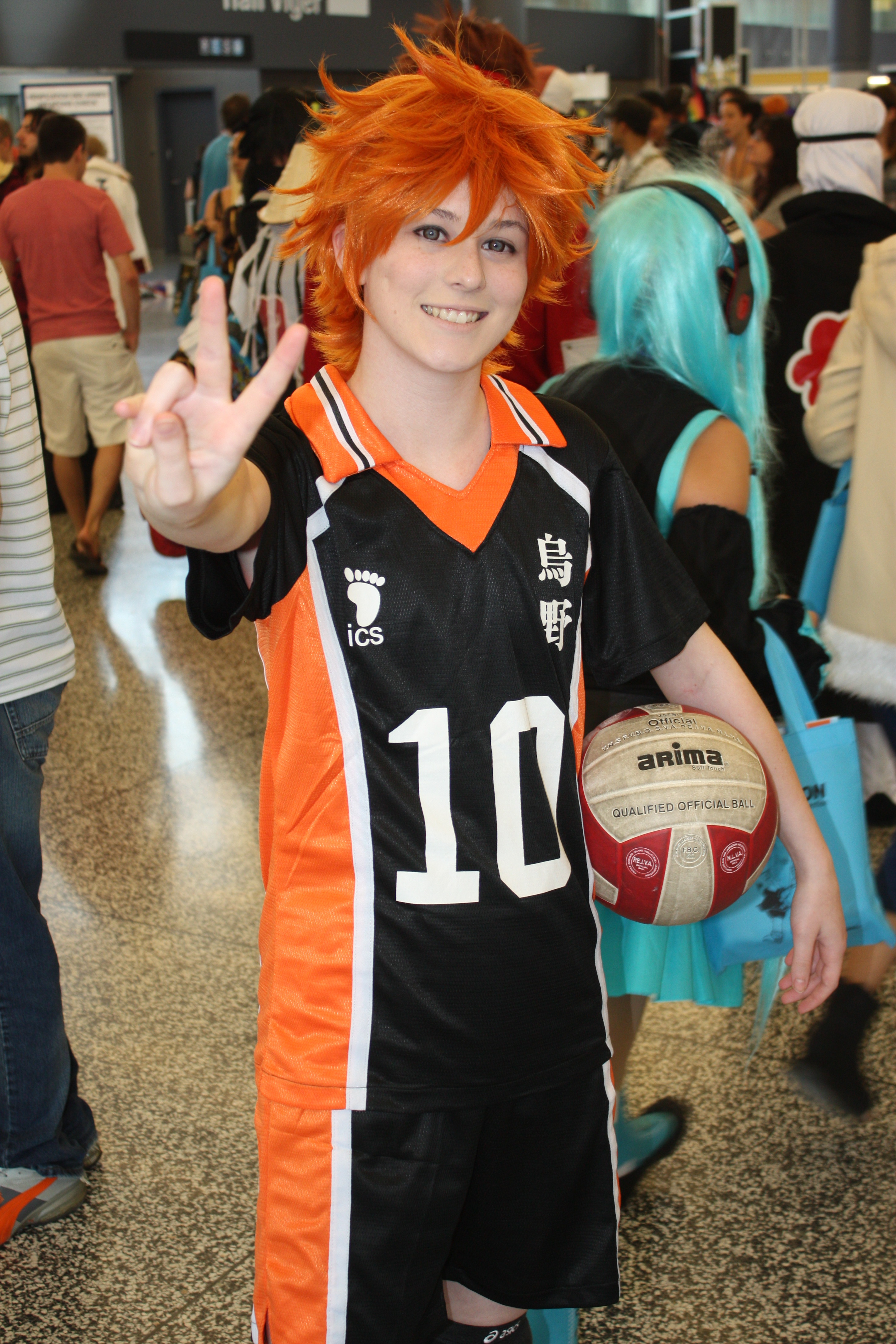
Косплей Хінати

Фукуда Рьоко з Real Sound заявив, що «позитивне ставлення та фізична сила Хінати не у всіх є. Це те, що є у шьонен-героя», і додав, що «бажання ставати сильнішим завдяки тому, що йому подобається, спонукає читача підтримати його». В опитуванні популярності від Anime! Anime! Хіната був визнаний найпопулярнішим персонажем Haikyu!!.
Японський волейболіст Нішіда Юджі розповів в інтерв'ю спортивному журналу Sportiva, що іноземні гравці називали його «Хінатою» через маленьку статуру та відмінну стрибучість. Однак сам Нішіда заявляє, що його здібності — це комбінація всіх персонажів.
У 2021 році на 5-й церемонії вручення нагород Crunchyroll Anime Awards Сьойо був номінований на премію «Найкращий протагоніст» та отримав нагороду в категорії «Найкращий чоловічий персонаж».